# Salvatore Tommasi
Pour les articles homonymes, voir Tommasi.
Salvatore Tommasi, né le 26 juillet 1813 à Roccaraso et mort le 18 juillet 1888 à Naples, est un pathologiste et homme politique italien. Il est un représentant important de la recherche médicale dans la seconde moitié du XIXe siècle en Italie et un des principaux représentants du positivisme italien. 

## Biographie
Salvatore Tommasi naît le 26 juillet 1813 à Roccaraso dans la province de L'Aquila. Ses parents sont originaires d'Accumoli. Il étudie d'abord au séminaire d'Ascoli Piceno et poursuit sa formation à l'université de Naples où il obtient son diplôme en médecine en 1845. En 1842, il fonde une revue de recherche et de diffusion médicale intitulée Il Sarcone, en l'honneur du célèbre médecin napolitain Michele Sarcone (it) (1731-1797). En 1846, il obtient la chaire de clinique médicale de Naples, qu'il perd en 1848 pour ses activités anti-Bourbon qui l'obligent à quitter le royaume des Deux-Siciles, après avoir été emprisonné et exilé pour avoir participé comme député libéral de la province de L'Aquila au Parlement napolitain, à la suite des concessions faites par le souverain Bourbon Ferdinand II.
Après s'être installé d'abord en France, puis en Angleterre, il s'installe définitivement à Turin, où il se retrouve dans des conditions d'extrême pauvreté qui ne l'empêchent pas de contribuer à la vie culturelle et scientifique de la ville, devenant l'un des fondateurs de la Société des sciences biologiques (1853-1857). En 1859, après l'annexion de la Lombardie, il est récompensé pour son activisme politique et scientifique par l'affectation à la chaire de clinique médicale de l'université de Pavie; parmi ses étudiants figure Camillo Bozzolo.
En 1860, son engagement politique en faveur de l'unification de l'Italie s'exprime dans la mission de médiation au nom du gouvernement Cavour entre Giuseppe Garibaldi et Victor-Emmanuel II et dans la promotion de l'annexion des Abruzzes au royaume d'Italie. Le 13 mars 1864, pour ses grands mérites patriotiques et scientifiques, il est nommé sénateur au Parlement italien. En 1865, il peut retourner à l'université de Naples où il obtient la chaire de pathologie médicale spéciale qu'il conserve jusqu'à sa mort.
Salvatore Tommasi meurt le 18 juillet 1888 à Naples.
Son activité est attestée en grande partie par son œuvre principale, Istituzioni di Fisiologia, qui font l'objet de deux révisions, en 1852 et 1860. L'ouvrage est un véritable manuel de physiologie dans lequel Tommasi invite ses lecteurs médicaux à ne pas pratiquer la médecine comme un art mais comme une discipline scientifique qui doit profiter de toutes les découvertes empiriques et techniques de l'époque et surtout une expérimentation valide et sévère.
Après son retour à Naples, il devient l'un des principaux représentants et promoteurs de la théorie de l'évolution de Charles Darwin et en 1866, il donne un prolongement académique intitulé Il naturalismo moderno, qui est considéré comme l'un des manifestes programmatiques du positivisme italien.
Il a également été promoteur et rédacteur en chef d'une revue de pathologie intitulée Il Morgagni. Giornale indirizzato al progresso della medicina qui a accueilli des discussions et des recherches dans le domaine de la pathologie. Propriétaire d'une grande bibliothèque, il en fit don par testament à la Province de l'Aquila, qui en fit le noyau central de la Bibliothèque provinciale qui porte son nom, la Bibliothèque provinciale Salvatore Tommasi.

## Distinction
- Chevalier de l'Ordre civil de Savoie